# Mariakapel (Baexem)
De Mariakapel is een kapel in Baexem in de Nederlandse gemeente Leudal. De kapel staat aan de Stapperstraat bij huisnummer 4 ten noordwesten van het dorp in het buitengebied in buurtschap Vestjenshoek.
De kapel is gewijd aan de heilige Maria.

## Gebouw
De bakstenen kapel is opgericht op een rechthoekig plattegrond en wordt gedekt door een zadeldak met pannen. De frontgevel is een puntgevel met hierop een stenen kruis. In de frontgevel bevindt zich de segmentboogvormige toegang van de kapel, voorzien van cementstenen deurposten, die wordt afgesloten met een halfhoge deur.
Van binnen is de kapel wit gestuukt. Tegen de achterwand is een altaar gemetseld. Op het altaar staat een houten Mariabeeld die haar toont terwijl zij Jezus op haar rechterarm draagt.